# MOIK Bakou
Maillots
Actualités
Le Mərkəzi Ordu İdman Klubu Bakou (en azéri : Mərkəzi Ordu İdman Klubu Bakı), plus couramment abrégé en MOIK Bakou, est un club azerbaïdjanais de football fondé en 1961 et basé à Bakou, la capitale du pays.